# Galeopsis ladanum
Galéopside intermédiaire, Galéopsis ladanum
Espèce
Galeopsis ladanum, la Galéopside intermédiaire ou Galéopsis ladanum, est une espèce de plantes à fleurs du genre Galeopsis et de la famille des Lamiacées. C'est une plante herbacée trouvée en Europe et en Turquie.

## Dénominations
La galéopside intermédiaire a d'autres noms vulgaires : galéopside blanche jaunâtre, galéopside à grandes fleurs, galéopside douteuse... ainsi que des noms vernaculaires comme figure de chat. Du fait de la forme de ses feuilles la plante est parfois aussi appelée Chanvre sauvage ou encore Ortie rouge, noms d'ordinaire réservés à d'autres plantes.

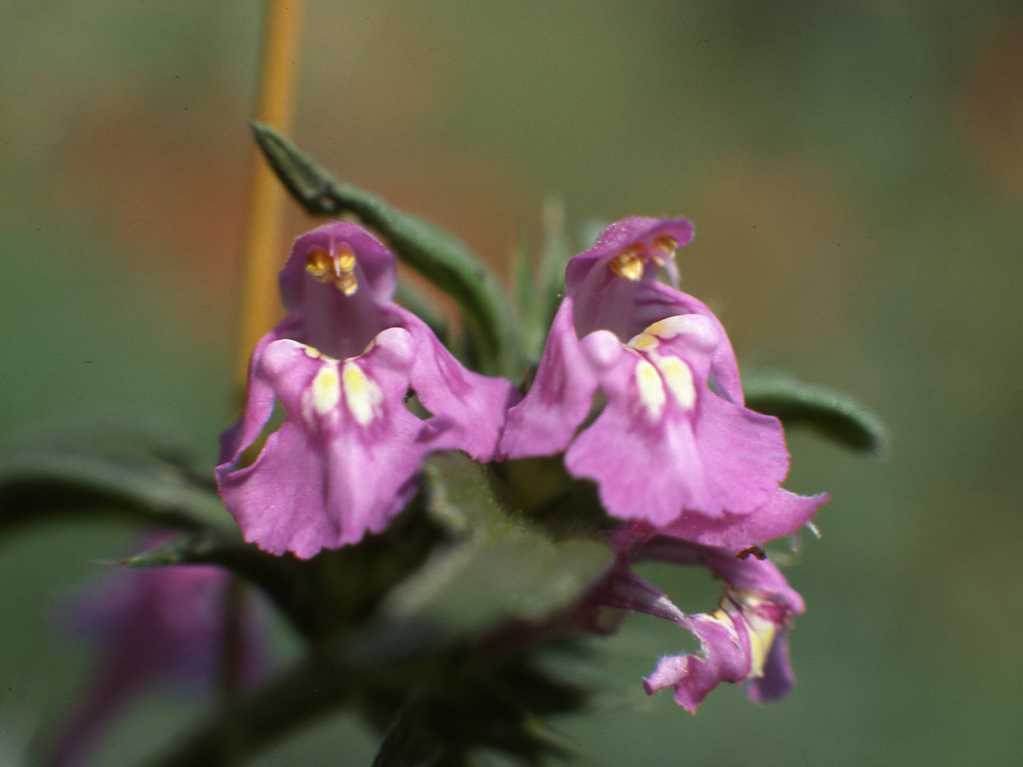
Fleurs.

## Description
C'est une plante annuelle, petite et pubescente.
Les tiges sont peu enflées à l'attache des fleurs, ce qui le différencie du Galeopsis tetrahit.
Les fleurs sont rose foncé, mouchetées de blanc.
Une forme blanche existe.
Les feuilles sont ovales-aiguës à dents bien marquées, ce qui le différencie du Galeopsis angustifolia.

## Répartition
Cette plante se rencontre sur une large part du continent européen, jusqu'à la Roumanie, la Turquie, l'Ukraine.